# Apache Tajo
Apache Tajo — розроблена Apache Software Foundation система для організації виконання аналітичних запитів до великих масивів даних (Data Warehouse), розміщеними в сховищах на основі Apache Hadoop.  Особливістю Tajo є підтримка застосування стандартного синтаксису SQL для формування запитів до розподіленого сховища даних на базі HDFS (Hadoop Distributed File System).
Apache Tajo у березні 2014 наданий статус первинного проекту Apache.